# Himantura schmardae
Himantura schmardae е вид хрущялна риба от семейство Dasyatidae.

## Разпространение
Видът е разпространен в Антигуа и Барбуда, Аруба, Барбадос, Белиз, Бразилия, Венецуела, Гватемала, Гвиана, Гренада, Доминика, Доминиканска република, Колумбия, Коста Рика, Куба, Мексико, Никарагуа, Панама, Пуерто Рико, Сейнт Винсент и Гренадини, Сейнт Китс и Невис, Сейнт Лусия, Суринам, Тринидад и Тобаго, Френска Гвиана, Хаити, Хондурас и Ямайка.